# Maria Geboortekerk (Dronrijp)
De Maria Geboortekerk is een katholiek kerkgebouw in de Friese plaats Dronrijp. Het is een Waterstaatskerk uit 1839, ontworpen door de architect A. v.d. Moer. Precies 100 jaar later werd de voorgevel aangepast en kreeg de kerk de opvallende toren. De aanpassing werd ontworpen door J.M. van Hardeveld. Het orgel uit 1882 is gemaakt door L. van Dam en Zonen.

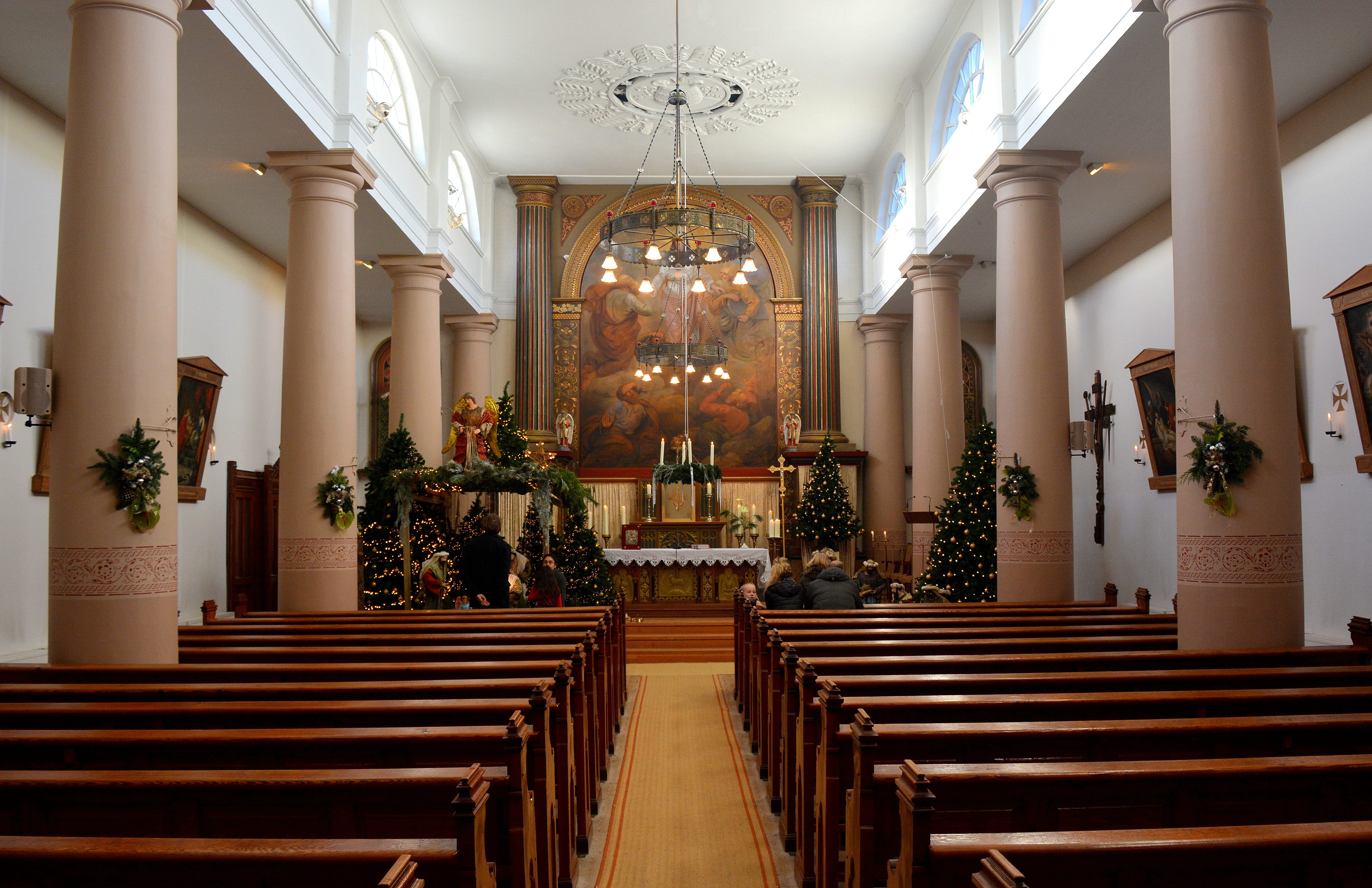
Interieur (2017)
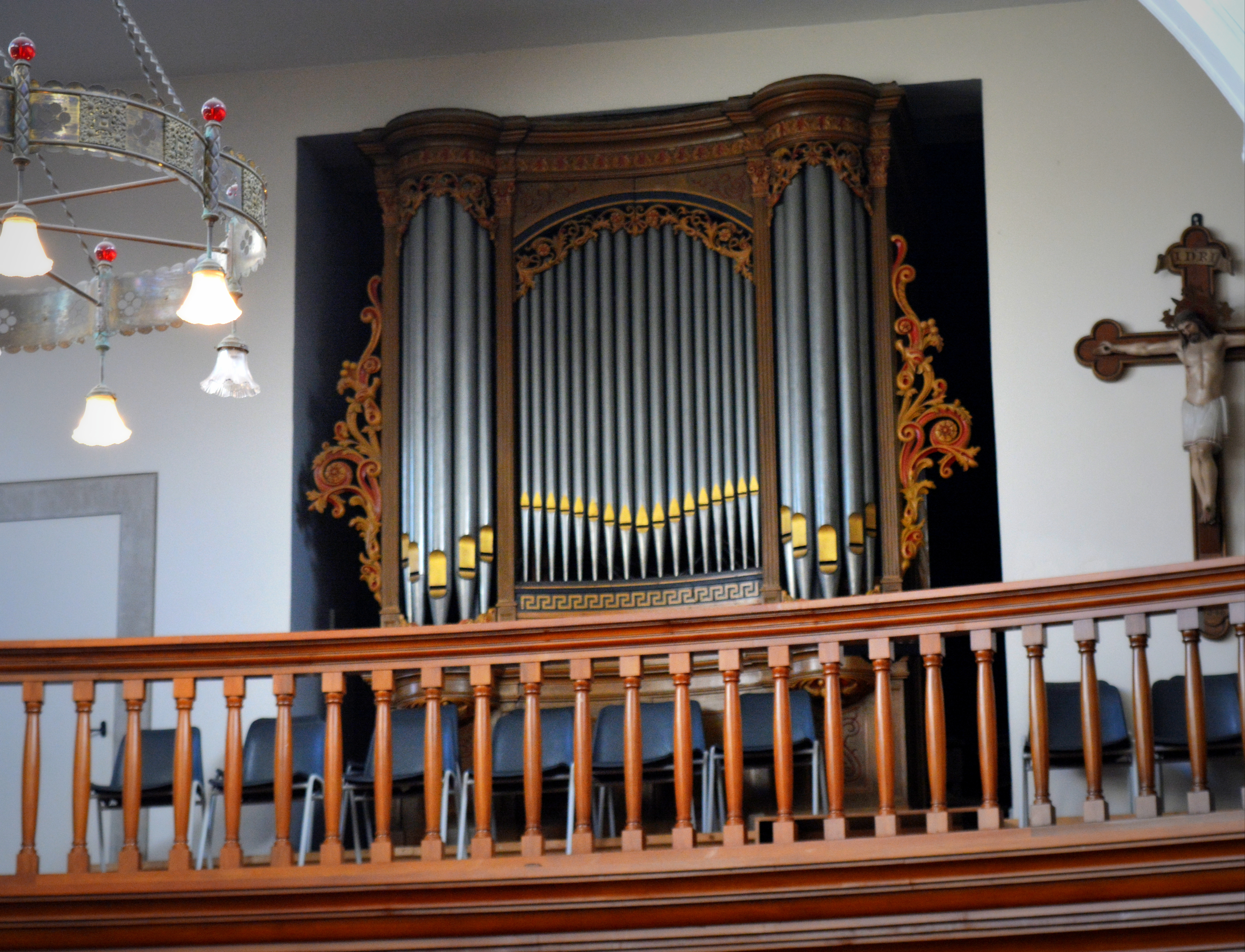
Orgel